# Liste finnischer Metalbands
Die Liste finnischer Metalbands zählt namhafte finnische Musikgruppen aus dem Genre Metal auf. Hard-Rock-Bands werden nur in die Liste aufgenommen, insofern sie auch Metal spielen. Zur Aufnahme in die Liste muss Wikipediarelevanz vorhanden sein.

## A
| Name                | Gründung   | Auflösung | Herkunft  | Genre(s)                                                                | Anmerkungen                     |
| ------------------- | ---------- | --------- | --------- | ----------------------------------------------------------------------- | ------------------------------- |
| Aamunkajo           | 2006       |           | Espoo     | Funeral Doom                                                            |                                 |
| Aarni               | 1998       |           | Oulu      | Extreme Doom, Progressive Metal                                         |                                 |
| The Abbey           |            |           |           | Alternative Metal, Dark Rock, Doom Metal, Progressive Metal             |                                 |
| Abhorrence          | 1989       | 1990      | Helsinki  | Death Metal                                                             |                                 |
| Ablaze in Hatred    | 2004       |           | Helsinki  | Funeral Doom, Death Doom                                                |                                 |
| Adamantra           | 2013       |           | Helsinki  | Progressive Metal                                                       |                                 |
| Asphodelus          | 2012       |           | Hamina    | Death Doom, Gothic Metal                                                |                                 |
| Adramelech          | 1991       |           | Loimaa    | Death Metal                                                             |                                 |
| Airdash             | 1986       | 1992      | Helsinki  | Thrash Metal, Speed Metal                                               |                                 |
| Ajattara            | 1996       |           |           | Dark Metal                                                              |                                 |
| Alamaailman Vasarat | 1997       | 2014      |           | Progressive Metal, Folk-Rock, Experimental Metal                        |                                 |
| Altaria             | 2000       | 2016      |           | Heavy Metal, Speed Metal, Hard Rock                                     |                                 |
| Am I Blood          | 1992       |           | Helsinki  | Heavy Metal, Thrash Metal                                               | als St. Mucus gegründet         |
| Amberian Dawn       | 2004       |           |           | Symphonic Metal, Power Metal                                            | als Atheme One gegründet        |
| Among the Prey      | 2013       |           | Jyväskylä | Metalcore, Melodic Death Metal                                          |                                 |
| Amoral              | 1997       | 2017      | Helsinki  | Heavy Metal                                                             |                                 |
| Amorphis            | 1990       |           | Helsinki  | Metal                                                                   |                                 |
| Ancestors Blood     | 2002       |           | Laitila   | Pagan Metal                                                             |                                 |
| Anger Cell          | 2007       |           | Riihimäki | Melodic Death Metal                                                     |                                 |
| Anthriel            | 2004       |           | Tampere   | Progressive Metal                                                       |                                 |
| Antidote            | 1986       | ca. 1996  | Helsinki  | Thrash Metal                                                            |                                 |
| A.O.D.              | 1986, 2008 | 1989      | Kauhajoki | Thrash Metal                                                            |                                 |
| Apocalyptica        | 1993       |           | Helsinki  | Cello Rock, Alternative Metal                                           |                                 |
| April               | 2004       |           | Helsinki  | Nu Metal, Alternative Metal                                             |                                 |
| Arche               | 2014       |           | Tampere   | Death Doom, Funeral Doom                                                |                                 |
| Archgoat            | 1989, 2004 | 1993      | Turku     | Black Metal, Death Metal                                                |                                 |
| A.R.G.              | 1987, 2011 | 1994      | Kuusamo   | Thrash Metal                                                            |                                 |
| Artificial Heart    | 2008       |           | Tuusula   | Metalcore                                                               |                                 |
| As Divine Grace     | 1991       |           | Pori      | Thrash Metal, Death Metal, Atmospheric Doom, Gothic Metal, Melodic Rock | als Morpheus gegründet          |
| Atakhama            | 2004       |           | Jyväskylä | Death Metal                                                             | als Funeris Nocturnum gegründet |
| Autere              | 2002       |           | Turku     | Metalcore, Groove Metal, Melodic Death Metal                            |                                 |
| Axegressor          | 2006       |           | Turku     | Thrash Metal                                                            |                                 |

## B
| Name                 | Gründung   | Auflösung | Herkunft            | Genre(s)                                                                    | Anmerkungen                          |
| -------------------- | ---------- | --------- | ------------------- | --------------------------------------------------------------------------- | ------------------------------------ |
| Balance Breach       | 2015       |           | Mikkeli             | Metalcore, Djent                                                            |                                      |
| Barathrum            | 1990       |           |                     | Black Doom                                                                  | als Darkfeast gegründet              |
| Barren Earth         | 2007       |           | Helsinki            | Progressive Death Metal                                                     |                                      |
| Battle Beast         | 2008       |           | Helsinki            | Heavy Metal                                                                 |                                      |
| Battlelore           | 1999       |           | Lappeenranta        | Folk Metal, Melodic Death Metal, Viking Metal, Power Metal, Symphonic Metal |                                      |
| Beast in Black       | 2015       |           | Helsinki            | Heavy Metal, Power Metal                                                    |                                      |
| Before the Dawn      | 1999       | 2013      | Nastola             | Melodic Death Metal, Dark Metal                                             |                                      |
| Beherit              | 1989, 2008 | 1996      |                     | Black Metal                                                                 | als Pseudochrist gegründet           |
| Behexen              | 1994       |           | Tampere             | Black Metal                                                                 | als Lords of the Left Hand gegründet |
| Belial               | 1991       | 1994      | Oulu                | Death Metal                                                                 |                                      |
| Belzebubs            | 2018       |           |                     | Black Metal                                                                 | fiktive Band                         |
| Black Bile           | 2007       |           | Helsinki            | Alternative Metal, Industrial Metal                                         |                                      |
| Black Sun Aeon       | 2008       | 2013      | Lahti               | Metal                                                                       |                                      |
| Blake                | 2001       |           | Helsinki            | Stoner Metal                                                                |                                      |
| Blind Channel        | 2013       |           | Oulu                | Post-Hardcore, Nu Metal, Alternative Rock, Violent Pop                      |                                      |
| Blind Stare          | 1999       |           | Turku               | Melodic Death Metal, Power Metal                                            |                                      |
| Bloodred Hourglass   | 2005       |           | Mikkeli             | Groove Metal                                                                |                                      |
| Bloodride            | 2000       |           | Helsinki            | Thrash Metal                                                                |                                      |
| Bodom After Midnight | 2020       |           | Espoo               | Melodic Death Metal                                                         |                                      |
| Brymir               | 2009       |           | Helsinki u. Uusimaa | Melodic Death Metal, Symphonic Metal                                        |                                      |
| Burial Choir         | 2016       |           | Helsinki            | Funeral Doom                                                                |                                      |

## C
| Name                | Gründung   | Auflösung | Herkunft    | Genre(s)                                                  | Anmerkungen                 |
| ------------------- | ---------- | --------- | ----------- | --------------------------------------------------------- | --------------------------- |
| Cacodaemon          | 1996       | 2007      | Kuopio      | Black Metal, Death Metal                                  |                             |
| Cadacross           | 1997       | 2005      | Hämeenlinna | Death Metal, Melodic Death Metal, Power Metal, Folk Metal |                             |
| Cain’s Offering     | 2009       |           |             | Power Metal                                               |                             |
| Callisto            | 2000       |           | Turku       | Post-Metal, Postrock, Progressive Metal                   |                             |
| Cardinals Folly     | 2004       |           | Helsinki    | Doom Metal                                                | als The Coven gegründet     |
| Carnal Demise       | 2007       |           | Kuopio      | Melodic Death Metal, Thrash Metal                         |                             |
| Carnalation         | 2008       |           | Seinäjoki   | Deathgrind                                                |                             |
| Carnifex            | 1990       | 1994      | Kokkola     | Death Metal, Grindcore                                    |                             |
| Catamenia           | 1995       |           | Oulu        | Black Metal, Power Metal, Melodic Death Metal             |                             |
| Cause for Effect    | 1992       |           | Tampere     | Hardcore Punk, Thrash Metal, Crossover, Grindcore, Jazz   |                             |
| Celesty             | 1998       |           | Seinäjoki   | Power Metal                                               |                             |
| Chaosbreed          | 2003       |           |             | Death Metal                                               | finnische Supergroup        |
| Charon              | 1992       | 2011      |             | Gothic Metal, Dark Rock                                   |                             |
| Children of Bodom   | 1992       | 2019      | Espoo       | Melodic Death Metal                                       | als Inearthed gegründet     |
| Chthonian           | 1998       |           | Pietarsaari | Black Metal, Death Metal                                  |                             |
| Circle of Contempt  | 2006       |           | Pori        | Progressive Metal, Technical Death Metal                  | als Thrust Moment gegründet |
| Claws               | 2008       |           | Joensuu     | Death Metal                                               |                             |
| Code for Silence    | 2006       |           | Jyväskylä   | Melodic Death Metal                                       |                             |
| Codeon              | 2002       |           | Helsinki    | Melodic Death Metal, Thrash Metal                         |                             |
| Colosseum           | 2006       | 2010      | Riihimäki   | Funeral Doom, Gothic Metal                                |                             |
| Convocation         | 2012       |           | Helsinki    | Death Doom, Funeral Doom                                  |                             |
| Convulse            | 1988, 2012 | 1994      | Nokia       | Death Metal                                               | als S.D.S. gegründet        |
| Coprolith           | 2001       |           | Porvoo      | Black Metal, Death Metal                                  |                             |
| Coredust            | 2007       |           | Helsinki    | Thrash Metal, Death Metal, Groove Metal, Progressive Rock |                             |
| Corporal Punishment | 1991       | ca. 1997  | Helsinki    | Heavy Metal, Death Metal, Thrash Metal, Death Doom        |                             |
| Corpset             | 1998       |           | Oulu        | Death Metal, Thrash Metal                                 | als Chakra gegründet        |
| Count De Nocte      | 1992       |           | Heinola     | Dark Metal, Melodic Death Metal                           | als Endoparasites gegründet |
| Counting Hours      | 2015       |           | Vantaa      | Dark Rock, Melodic Death Doom, Gothic Metal               |                             |
| Cryhavoc            | 1992       |           | Helsinki    | Melodic Death Metal                                       |                             |
| Crystalic           | 1998, 2012 | 2011      | Tampere     | Death Metal, Melodic Death Metal                          |                             |
| Curimus             | 2004       |           | Loimaa      | Death Metal, Thrash Metal                                 |                             |

## D
| Name                   | Gründung   | Auflösung | Herkunft                 | Genre(s)                                                  | Anmerkungen                       |
| ---------------------- | ---------- | --------- | ------------------------ | --------------------------------------------------------- | --------------------------------- |
| D Creation             | 1999       |           | Nurmijärvi               | Melodic Death Metal                                       | als Alfthar gegründet             |
| Damnation Plan         | 2004       |           | Espoo                    | Melodic Death Metal                                       |                                   |
| Dark Buddha Rising     | 2007       |           | Laitila                  | Drone Doom, Stoner Doom                                   |                                   |
| Dark Days Ahead        | 2005       |           | Jyväskylä                | Groove Metal                                              |                                   |
| The Dark Element       | 2017       |           |                          | Symphonic Metal, Power Metal                              | schwedisch-finnisches Projekt     |
| Dark Sarah             | 2012       |           |                          | Symphonic Metal                                           |                                   |
| Dark the Suns          | 2005, 2020 | 2013      | Valkeakoski u. Jyväskylä | Gothic Metal                                              |                                   |
| Darkwoods My Betrothed | 1993       |           | Kitee                    | Black Metal                                               | als Virgin's Cunt gegründet       |
| Dauntless              | 1991       |           | Helsinki                 | Death Metal, Thrash Metal                                 | als Maniax gegründet              |
| De Lirium’s Order      | 1998       |           | Kuopio                   | Technical Death Metal                                     | als Adraman gegründet             |
| Dead End Finland       | 2007       |           | Helsinki                 | Melodic Death Metal                                       | als Dead End gegründet            |
| Dead Samaritan         | 2001       |           | Tampere                  | Death Metal, Thrash Metal                                 | als The Beauty of Dying gegründet |
| Dead Shape Figure      | 2003       |           | Helsinki                 | Thrash Metal, Melodic Death Metal                         |                                   |
| Death Toll 80k         | 2005       |           | Lappeenranta             | Grindcore, Crustcore, Death Metal                         |                                   |
| Deathbound             | 1995       |           | Vaasa                    | Deathgrind                                                | als Twilight gegründet            |
| Deathmarched           | 2009       | 2014      | Seinäjoki                | Death Metal                                               |                                   |
| Decaying               | 2010       |           | Helsinki                 | Death Metal                                               |                                   |
| Decoryah               | 1989, 2019 | 1997      |                          | Gotic Metal                                               |                                   |
| Demigod                | 1990       | 2008      | Loimaa                   | Death Metal                                               |                                   |
| Demilich               | 1990, 2014 | 2006      | Death Metal              |                                                           |                                   |
| Depressed Mode         | 2005       |           | Pori                     | Death Metal                                               |                                   |
| Deuteronomium          | 1993, 2006 | 2001      | Jyväskylä                | Death Metal, Christlicher Metal                           |                                   |
| Diablerie              | 1997       |           | Vantaa                   | Symphonic Black Metal, Industrial Metal, Avantgarde Metal | als Shadeclad Poetry gegründet    |
| Diablo                 | 1995       |           |                          | Thrash Metal                                              | als Diablo Brothers gegründet     |
| Discard                | 2004       | 2010      | Joensuu                  | Thrash Metal                                              |                                   |
| Disgrace               | 1987       | 2015      | Turku                    | Death Metal, Rock                                         |                                   |
| Divine Decay           | 1999       |           | Helsinki                 | Thrash Metal                                              |                                   |
| Dolorian               | 1997       | 2016      | Oulu                     | Dark Metal, Depressive Black Metal, Death Doom            |                                   |
| Draugnim               | 1999       |           | Espoo                    | Pagan Metal                                               |                                   |

## E
| Name                    | Gründung | Auflösung | Herkunft   | Genre(s)                                                                                 | Anmerkungen                 |
| ----------------------- | -------- | --------- | ---------- | ---------------------------------------------------------------------------------------- | --------------------------- |
| Elenium                 | 1995     |           | Vantaa     | Progressive Metal, Melodic Death Metal                                                   |                             |
| Embassy of Silence      | 2007     |           | Riihimäki  | Heavy Metal, Power Metal, Progressive Metal                                              |                             |
| Ember Falls             | 2015     |           | Tampere    | Alternative Metal, Melodic Death Metal, Industrial Metal, Heavy Metal, Progressive Metal |                             |
| Embraze                 | 1994     |           | Kiiminki   | Heavy Metal                                                                              |                             |
| Ensiferum               | 1995     |           |            | Folk Metal, Viking Metal                                                                 |                             |
| Enter My Silence        | 1995     |           | Jyväskylä  | Melodic Death Metal                                                                      | als Captivity gegründet     |
| Entwine                 | 1995     | 2019      |            | Dark Rock, Heavy Metal                                                                   |                             |
| Erilaz                  | 2005     |           | Helsinki   | Aggrotech, Metal, Synth-Rock                                                             |                             |
| Eternal Tears of Sorrow | 1994     |           | Pudasjärvi | Melodic Death Metal                                                                      |                             |
| Exsecratus              | 2004     | 2013      | Helsinki   | Melodic Death Metal, Gothic Metal                                                        | als Bare Eternity gegründet |

## F
| Name                | Gründung   | Auflösung | Herkunft     | Genre(s)                                                   | Anmerkungen |
| ------------------- | ---------- | --------- | ------------ | ---------------------------------------------------------- | ----------- |
| Faerghail           | 1995       |           | Huittinen    | Melodic Death Metal                                        |             |
| Faff-Bey            | 1985, 2005 | 1997      | Oulu         | Thrash Metal                                               |             |
| Falchion            | 2002       | 2009      | Lahti        | Folk Metal, Pagan Metal, Viking Metal, Melodic Death Metal |             |
| Fall of the Idols   | 2000       |           | Tornio       | Doom Metal                                                 |             |
| Fall of the Leafe   | 1996       | 2007      | Uusikaupunki | Gothic Metal, Dark Rock, Folk Metal, Progressive Rock      |             |
| Faltomy             | 1991       | ca. 1993  | Kaarina      | Funeral Doom                                               |             |
| Farmakon            | 2001       | 2010      | Tampere      | Progressive Death Metal                                    |             |
| Fear of Domination  | 2006       |           | Nurmijärvi   | Melodic Death Metal, Industrial Metal                      |             |
| Feastem             | 2005       |           | Raahe        | Grindcore                                                  |             |
| Final Dawn          | 2000       |           | Oulu         | Death Metal, Thrash Metal                                  |             |
| The Final Harvest   | 2008       | 2013      | Lahti        | Thrash Metal, Death Metal                                  |             |
| Finntroll           | 1997       |           | Helsinki     | Folk Metal, Humppa                                         |             |
| Flame               | 1998       |           | Kuopio       | Black Metal, Thrash Metal                                  |             |
| FM2000              | 1999       |           | Pieksämäki   | Metal, Punk                                                |             |
| Forgotten Horror    | 2004       |           | Kuopio       | Black Metal, Death Metal                                   |             |
| Frostbitten Kingdom | 2004       | 2016      | Turku        | Death Metal, Black Metal                                   |             |
| Funebre             | 1988       | 1991      | Turku        | Death Metal                                                |             |
| Funerium            | 2005       |           | Ilmajoki     | Funeral Doom                                               |             |

## G
| Name          | Gründung   | Auflösung | Herkunft  | Genre(s)                                       | Anmerkungen               |
| ------------- | ---------- | --------- | --------- | ---------------------------------------------- | ------------------------- |
| GAF           | 2007       |           | Helsinki  | Goregrind                                      |                           |
| Ghost Brigade | 2005       | 2020      | Jyväskylä | Progressive Death Metal                        |                           |
| Ghoul Patrol  | 2005       | 2015      | Helsinki  | Death ’n’ Roll                                 |                           |
| Gloria Morti  | 1999       |           | Heinola   | Thrash Metal, Melodic Death Metal, Black Metal |                           |
| God Disease   | 2010, 2013 | 2012      | Helsinki  | Death Metal, Death Doom                        |                           |
| Grendel       | 1999       |           | Helsinki  | Melodic Metal, Melodic Death Metal             | als Crimson Sky gegründet |
| Grimirg       | 2015       |           | Hyvinkää  | Funeral Doom                                   |                           |
| Grönholm      | 2009       |           | Helsinki  | Progressive Metal                              |                           |

## H
| Name              | Gründung | Auflösung | Herkunft     | Genre(s)                            | Anmerkungen                |
| ----------------- | -------- | --------- | ------------ | ----------------------------------- | -------------------------- |
| Hallatar          | 2016     |           | Jyväskylä    | Death Doom                          |                            |
| Hanging Garden    | 2004     |           | Helsinki     | Death Doom, Gothic Metal            |                            |
| Hateform          | 2004     |           | Turku        | Death Metal, Thrash Metal           |                            |
| Haterial          | 2010     |           | Oulu         | Thrash Metal                        |                            |
| Havoc Unit        | 1995     |           |              | Death Metal, Industrial Metal       | als …And Oceans gegründet  |
| HB                | 2002     |           | Forssa       | Symphonic Metal, Christlicher Metal |                            |
| Hevein            | 1992     |           | Helsinki     | Thrash Metal                        |                            |
| Hevisaurus        | 2009     |           |              | Heavy Metal                         |                            |
| HIM               | 1991     | 2017      | Helsinki     | Dark Rock                           | als ..His Infernal Majesty |
| Hiljaisuus Vajoaa | 2018     |           | Tampere      | Death Doom, Funeral Doom            |                            |
| Hooded Menace     | 2007     |           | Joensuu      | Death Doom                          |                            |
| Horna             | 1993     |           | Lappeenranta | Black Metal                         |                            |
| The Hypothesis    | 2009     |           | Kouvola      | Melodic Death Metal                 |                            |

## I
| Name                | Gründung | Auflösung | Herkunft  | Genre(s)                                    | Anmerkungen |
| ------------------- | -------- | --------- | --------- | ------------------------------------------- | ----------- |
| ID Exorcist         | 2001     |           | Kotka     | Groove Metal, Melodic Death Metal           |             |
| Iliac Thorns        | 2010     |           | Kotka     | Melodic Death Metal                         |             |
| Immortal Souls      | 1991     |           |           | Melodic Death Metal                         |             |
| Impaled Nazarene    | 1990     |           |           | Extreme Metal                               |             |
| Imperanon           | 1999     | 2007      |           | Melodic Death Metal                         |             |
| In Depths of Winter | 2021     |           | Jyväskylä | Death Doom, Gothic Metal                    |             |
| Indica              | 2001     |           | Helsinki  | Symphonic Metal, Pop-Rock, Alternative Rock |             |
| Inferia             | 1989     |           | Lahti     | Deathgrind, Porngrind                       |             |
| Insomnium           | 1997     |           | Joensuu   | Melodic Death Metal                         |             |

## J
| Name               | Gründung | Auflösung | Herkunft | Genre(s)                  | Anmerkungen |
| ------------------ | -------- | --------- | -------- | ------------------------- | ----------- |
| The Jasser Arafats | 2007     |           | Tampere  | Thrash Metal, Death Metal |             |

## K
| Name              | Gründung | Auflösung | Herkunft           | Genre(s)                                 | Anmerkungen                   |
| ----------------- | -------- | --------- | ------------------ | ---------------------------------------- | ----------------------------- |
| Kalmah            | 1999     |           |                    | Melodic Death Metal                      |                               |
| Kalmankantaja     | 2011     |           |                    | Depressive Black Metal                   |                               |
| Kamala (Band)     | 2005     |           | Jyväskylä          | Thrash Metal                             |                               |
| Kataplexia        | 2003     |           | Helsinki           | Brutal Death Metal                       |                               |
| Khert-Neter       | 1996     |           | Lappeenranta       | Death Metal                              |                               |
| Kill the Romance  | 2004     |           | Lahti              | Melodic Death Metal                      |                               |
| Kings of Modesty  | 1994     |           | Järvenpää          | Power Metal, Progressive Metal           | als Face of Modesty gegründet |
| Kiuas             | 2000     | 2013      |                    | Power Metal                              |                               |
| Kivimetsän Druidi | 2002     | 2017      | Kouvola            | Symphonic Metal, Folk Metal, Black Metal |                               |
| Korgonthurus      | 2000     |           |                    | Black Metal                              |                               |
| Korpiklaani       | 2003     |           | Lahti              | Folk Metal, Humppa                       |                               |
| Kotiteollisuus    | 1991     |           | Lappeenranta       | Heavy Metal, Hardrock                    |                               |
| Krypts            | 2008     |           | Helsinki           | Heavy Metal, Hardrock                    |                               |
| Kuolemanlaakso    | 2010     |           | Kuopio u. Helsinki | Death Doom                               |                               |
| Kylähullut        | 2003     | 2013      | Tampere            | Metal, Punk                              |                               |
| Kylmyyteen        | 2021     |           | Tampere            | Atmospheric Doom, Funeral Doom           |                               |
| KYPCK             | 2007     |           |                    | Alternative Metal, Gothic Metal          |                               |

## L
| Name         | Gründung | Auflösung | Herkunft     | Genre(s)                                                      | Anmerkungen             |
| ------------ | -------- | --------- | ------------ | ------------------------------------------------------------- | ----------------------- |
| Lantern      | 2007     |           | Kuopio       | Black Metal, Death Metal                                      |                         |
| Let Me Dream | 1989     |           | Riihimäki    | Dark Metal, Gothic Metal                                      |                         |
| Leverage     | 2002     |           | Jyväskylä    | Heavy Metal, Speed Metal, Hard Rock                           |                         |
| Lie in Ruins | 1993     |           | Espoo        | Death Metal                                                   | als Dissected gegründet |
| Lord Vicar   | 2007     |           | Turku        | Doom Metal                                                    |                         |
| Lordi        | 1992     |           |              | Hard Rock, Heavy Metal, Power Metal, Glam Metal, Thrash Metal |                         |
| Lost Society | 2010     |           | Jyväskylä    | Thrash Metal                                                  |                         |
| Lowburn      | 2012     |           | Lappeenranta | Stoner Doom, Hard Rock                                        |                         |
| Lucidity     | 2004     |           | Jyväskylä    | Melodic Death Metal, Progressive Metal, Death Doom            |                         |

## M
| Name                | Gründung   | Auflösung | Herkunft               | Genre(s)                                    | Anmerkungen                           |
| ------------------- | ---------- | --------- | ---------------------- | ------------------------------------------- | ------------------------------------- |
| The Machete         | 2003       |           | Tampere / Helsinki     | Thrash Metal, Death Metal                   |                                       |
| Machine Men         | 1998       | 2011      |                        | Heavy Metal                                 |                                       |
| Magenta Harvest     | 2005       |           | Pietarsaari / Helsinki | Death Metal                                 |                                       |
| Maj Karma           | 1992       |           | Harjavalta             | Rock, Heavy Metal                           |                                       |
| Malpractice         | 1994       |           | Kouvola                | Progressive Metal                           |                                       |
| Malummeh            | 2004       | 2013      | Helsinki               | Melodic Death Metal, Metalcore              | Name am Ende Kuria                    |
| The Man-Eating Tree | 2009       |           | Oulu                   | Metal                                       |                                       |
| Mannhai             | 1999       |           | Helsinki               | Stoner Doom                                 |                                       |
| Maple Cross         | 1985, 2000 | ca. 1994  | Jääli                  | Thrash Metal                                | als Ace gegründet                     |
| Medeia              | 2002       |           | Tampere                | Melodic Death Metal, Death Metal, Metalcore |                                       |
| Mesetiah            | 2008       |           | Kokkola                | Death Metal, Thrash Metal                   |                                       |
| Minotauri           | 1995       | 2007      | Äänekoski              | Doom Metal                                  |                                       |
| Misery Inc.         | 2001       |           | Myrskylä               | Metalcore                                   |                                       |
| MistGuide           | 2008       |           | Mikkeli                | Depressive Black Metal, Funeral Doom        |                                       |
| Mistreat            | 1988       |           | Kouvola                | Oi-Punk, RAC, Metal                         |                                       |
| Mokoma              | 1996       |           | Lappeenranta           | Thrash Metal                                |                                       |
| Moonsorrow          | 1995       |           |                        | Pagan Metal                                 |                                       |
| Morbikon            | 2020       |           |                        | Thrash Metal, Black Metal, Hardcore Punk    | finnisch-US-amerikanische Kooperation |
| Mordicus            | 1990       | 2000      | Joensuu                | Death Metal, Death ’n’ Roll                 |                                       |
| Mors Principium Est | 1999       |           |                        | Melodic Death Metal                         |                                       |
| Murdershock         | 2005       |           | Helsinki / Riihimäki   | Thrash Metal, Death Metal                   |                                       |
| My Fate             | 2000       |           | Tampere                | Alternative Metal                           |                                       |
| My Shameful         | 1999       | 2015      |                        | Death Doom, Funeral Doom                    |                                       |
| myGRAIN             | 2004, 2018 | 2015      | Helsinki               | Melodic Death Metal                         |                                       |

## N
| Name                      | Gründung   | Auflösung | Herkunft   | Genre(s)                              | Anmerkungen                         |
| ------------------------- | ---------- | --------- | ---------- | ------------------------------------- | ----------------------------------- |
| Naildown                  | 2003       |           | Helsinki   | Melodic Death Metal, Power Metal      | als Acid Universe gegründet         |
| Nailgunner                | 2002       | ca. 2008  | Joutseno   | Thrash Metal                          |                                     |
| National Napalm Syndicate | 1986, 2002 | 1991      | Pudasjärvi | Thrash Metal, Speed Metal             | als National Napalm Storm gegründet |
| Nattvindens Gråt          | 1994       | 1997      | Kitee      | Black Metal, Gothic Metal, Death Doom |                                     |
| Necropsy                  | 1987, 2008 | 1994      | Lahti      | Death Metal                           | als Anxiety gegründet               |
| Nerlich                   | 2003       | 2008      | Helsinki   | Death Metal                           |                                     |
| Nicole                    | 1997       |           | Seinäjoki  | Melodic Death Metal, Metalcore        |                                     |
| Nightwish                 | 1996       |           | Kitee      | Symphonic Metal                       |                                     |
| No Sign of Life           | 2006       |           | Laukaa     | Modern Metal, Melodic Death Metal     |                                     |
| Norther                   | 1996       | 2012      |            | Melodic Death Metal                   | als Requiem gegründet               |
| Northern Discipline       | 1996       |           | Järvenpää  | Thrash Metal, Groove Metal            |                                     |
| Northern Kings            | 2007       |           |            | Heavy Metal                           | Supergroup                          |
| Noumena                   | 1998       |           | Ähtäri     | Melodic Death Metal                   |                                     |
| Nowen                     | 1999       |           | Raahe      | Thrash Metal, Death Metal             |                                     |

## O
| Name             | Gründung | Auflösung | Herkunft  | Genre(s)                                  | Anmerkungen |
| ---------------- | -------- | --------- | --------- | ----------------------------------------- | ----------- |
| Obscurant        | 2000     |           | Jyväskylä | Death Doom                                |             |
| Obseqvies        | 2018     |           | Helsinki  | Funeral Doom                              |             |
| Oceanwake        | 2009     |           | Luvia     | Post-Metal, Death Doom                    |             |
| Oddland          | 2003     |           | Turku     | Progressive Metal                         |             |
| Olympos Mons     | 2002     |           |           | Speed Metal, Power Metal                  |             |
| Omnium Gatherum  | 1996     |           |           | Melodic Death Metal                       |             |
| One Morning Left | 2008     |           | Vassa     | Metalcore, Trancecore, Post-Hardcore      |             |
| Oranssi Pazuzu   | 2007     |           | Tampere   | Psychedelic-Black-Metal, Post-Black-Metal |             |
| Ordog            | 2005     |           | Tornio    | Death Doom                                |             |
| Oz               | 1977     |           | Nakkila   | Heavy Metal, Power Metal                  |             |

## P
| Name                | Gründung         | Auflösung  | Herkunft    | Genre(s)                                                | Anmerkungen                       |
| ------------------- | ---------------- | ---------- | ----------- | ------------------------------------------------------- | --------------------------------- |
| Paganus             | 2000             |            | Hamina      | Death Doom, Funeral Doom, Sludge                        |                                   |
| Pain Confessor      | 2002             |            | Hämeenlinna | Melodic Death Metal                                     |                                   |
| Painflow            | 1997             |            | Kokkola     | Industrial Metal                                        | 2002 umbenannt in Zero Industry   |
| Phlegethon          | 1988, 1995, 2006 | 1992, 1995 | Joensuu     | Death Metal, Thrash Metal                               |                                   |
| Pressure Points     | 2004             |            | Heinola     | Progressive Metal                                       |                                   |
| Prestige            | 1987, 2007       | 1992       | Tampere     | Thrash Metal                                            |                                   |
| Profane Omen        | 1999             | 2019       | Lahti       | Groove Metal                                            |                                   |
| Profetus            | 2006             |            | Tampere     | Funeral Doom                                            |                                   |
| Project Silence     | 2008             |            | Kuopio      | Black Metal, Industrial                                 |                                   |
| Psychopathic Terror | 2003             |            | Tampere     | Death Metal, Thrash Metal, Industrial Metal, Deathgrind |                                   |
| Purity              | 1991             |            | Jyväskylä   | Groove Metal, Alternative Metal                         |                                   |
| Purtenance          | 1990, 2012       | 1992       | Nokia       | Death Metal                                             | als Purtenance Avulsion gegründet |
| Pyuria              | 1996             |            | Turku       | Death Metal                                             |                                   |

## Q
| Name            | Gründung | Auflösung | Herkunft | Genre(s)                              | Anmerkungen |
| --------------- | -------- | --------- | -------- | ------------------------------------- | ----------- |
| Quake the Earth | 2010     |           | Oulu     | Metalcore, Groove Metal, Thrash Metal |             |

## R
| Name                   | Gründung   | Auflösung | Herkunft       | Genre(s)                                           | Anmerkungen                        |
| ---------------------- | ---------- | --------- | -------------- | -------------------------------------------------- | ---------------------------------- |
| Rage My Bitch          | 2008       | 2015      | Kouvola        | Melodic Death Metal                                |                                    |
| Rain of Acid           | 2008       |           | Vaasa          | Melodic Death Metal                                |                                    |
| Rainroom               | 2003       |           | Espoo          | Melodic Death Metal, Death Doom, Progressive Metal |                                    |
| Ranger                 | 2008       |           | Helsinki       | Speed Metal                                        | als Turbin gegründet               |
| Rapture                | 1997       |           | Helsinki       | Dark Metal                                         |                                    |
| The Rasmus             | 1994       |           |                | Alternative Rock, Pop-Rock, Funk Metal, Funk Rock  | als Anttila gegründet              |
| Re-Armed               | 2001       |           | Kerava         | Death Metal, Thrash Metal                          |                                    |
| Reckless Love          | 2001       |           | Kuopio         | Glam Metal, Sleaze Rock                            |                                    |
| Red Eleven             | 2009       |           | Jyväskylä      | Alternative Rock, Alternative Metal                | als Project Red Eleven gegründet   |
| Red Moon Architect     | 2011       |           | Kouvola        | Melodic Death Doom, Gothic Metal, Funeral Doom     |                                    |
| Refusal                | 2008       |           | Helsinki       | Deathgrind                                         |                                    |
| Renascent              | 2003       |           | Helsinki       | Melodic Death Metal, Unblack Metal                 | Sitz inzwischen in die USA verlegt |
| Reprisal Scars         | 2004, 2014 | 2011      | Jyväskylä      | Melodic Death Metal, Thrash Metal                  |                                    |
| The Republic of Desire | 1997       | ca. 2011  | Lappeenranta   | Death Metal, Industrial Metal                      |                                    |
| Retaliatory Measures   | 2009       |           | Pori           | Death Metal, Thrash Metal                          |                                    |
| Retrogression          | 2002       |           | Tuusula        | Progressive Metal, Death Metal, Metalcore          |                                    |
| Retrogression          | 1995       | 2007      | Lohja          | Doom Metal                                         |                                    |
| Reveries End           | 2011       |           | Tampere        | Gothic Metal, Symphonic Metal                      |                                    |
| Revolution Renaissance | 2008       | 2010      |                | Power Metal                                        |                                    |
| Rotten Sound           | 1993       |           | Vaasa          | Grindcore                                          |                                    |
| Ruinside               | 2005       | 2015      | Tampere        | Thrash Metal, Power Metal                          |                                    |
| Ruoska                 | 1999       |           | Mikkeli / Juva | Metal                                              |                                    |
| Rytmihäiriö            | 1988, 1998 | 1992      | Helsinki       | Hardcore Punk, Thrash Metal                        |                                    |

## S
| Name                     | Gründung         | Auflösung        | Herkunft               | Genre(s)                                                   | Anmerkungen                        |
| ------------------------ | ---------------- | ---------------- | ---------------------- | ---------------------------------------------------------- | ---------------------------------- |
| Saattue                  | 2001             |                  | Rihinmäki              | Death Doom                                                 | als Kiduttajat gegründet           |
| Sadistik Forest          | 2007             |                  | Oulu u. Sonkajärvi     | Death Metal                                                |                                    |
| Sara                     | 1995             |                  | Kaskinen               | Alternative Rock, Metal, Electronica, Synthpop, Synth Rock |                                    |
| Sarcofagus               | 1977             | 2020             |                        | Heavy Metal                                                |                                    |
| Sargeist                 | 1999             |                  | Lappeenranta           | Black Metal                                                |                                    |
| Satanic Warmaster        | 1999             |                  |                        | Black Metal                                                |                                    |
| Scent of Flesh           | 2000             |                  | Imatra                 | Technical Death Metal, Brutal Death Metal                  |                                    |
| Die Schwarze Sonne       | 2012             |                  |                        | Black Metal                                                |                                    |
| Scorngrain               | 2001             |                  |                        | Thrash Metal, Industrial Metal                             |                                    |
| The Scourger             | 2003             |                  | Helsinki               | Thrash Metal                                               |                                    |
| Se, Josta Ei Puhuta      | 2007             |                  | Iisalmi                | Hardcore Punk, Thrash Metal, Death Metal                   |                                    |
| Sear                     | 2001             | ca. 2007         | Helsinki               | Black Metal, Death Metal                                   |                                    |
| Searing Meadow           | 1999             |                  | Turku                  | Melodic Death Metal                                        |                                    |
| Sentenced                | 1989             | 2005             | Oulu                   | Death Metal, Gothic Metal, Dark Rock                       |                                    |
| Shade Empire             | 1999             |                  | Kuopio                 | Dark Metal                                                 |                                    |
| Shades of Deep Water     | 2006             |                  | Jyväskylä              | Death Doom, Funeral Doom                                   |                                    |
| Shaman                   | 1993             | 2003             | Lahti                  | Folk Metal                                                 | als Korpiklaani neugegründet       |
| Shape of Despair         | 1995             |                  | Helsinki               | Funeral Doom                                               | als Raven gegründet                |
| Silent Voices            | 1995             |                  | Kokkola                | Power Metal, Progressive Metal                             |                                    |
| Simulacrum               | 1999             |                  | Turku                  | Progressive Metal, Power Metal                             |                                    |
| Sinergy                  | 1997             | ca. 2004         |                        | Power Metal, Melodic Death Metal                           | ursprünglich in Schweden gegründet |
| SinKing                  | 2003             |                  | Turenki                | Groove Metal                                               |                                    |
| Skepticism               | 1991             |                  | Riihimäki              | Funeral Doom                                               |                                    |
| Skirmish                 | 2005             |                  | Kajaani                | Thrash Metal                                               |                                    |
| Slugathor                | 1999             | 2009             | Espoo                  | Death Metal                                                |                                    |
| Snow White’s Poison Bite | 2007             | 2018             | Joensuu                | Metalcore, Post-Hardcore, Horrorpunk                       |                                    |
| Sole Remedy              | 1998             |                  | Lahti                  | Progressive Metal                                          |                                    |
| Solitaire                | 1995             |                  | Eura                   | Speed Metal, Thrash Metal                                  |                                    |
| Sonata Arctica           | 1996             |                  | Kemi                   | Power Metal, Progressive Metal, Symphonic Rock             | als Tricky Beans                   |
| Sons of Aeon             | 2010             |                  | Jyväskylä              | Melodic Death Metal                                        |                                    |
| Sons of Crom             | 2014             |                  | Haparanda u. Jyväskylä | Melodic Death Metal                                        |                                    |
| Sotajumala               | 1998             |                  | Jyväskylä              | Death Metal                                                |                                    |
| Soulcage                 | 1999             |                  | Helsinki               | Progressive Metal                                          |                                    |
| Soulfallen               | 1996             |                  | Jyväskylä              | Melodic Death Metal, Dark Metal                            | als Blacksmith gegründet           |
| Spirit Disease           | 2002, 2016       | 2015             | Espoo                  | Deathgrind, Death Metal                                    |                                    |
| Spiritus Mortis          | 1987             |                  | Alavus                 | Doom Metal                                                 | als Rigor Mortis gegründet         |
| Stabat Mater             | 2001             |                  | Lahti                  | Funeral Doom                                               |                                    |
| Stam1na                  | 1996             |                  | Lemi                   | Thrash-Metal                                               |                                    |
| Steve ’n’ Seagulls       | 2012             |                  |                        | Country, Polka-Metal                                       |                                    |
| Stone                    | 1985, 2000, 2008 | 1991, 2000, 2008 | Kerava                 | Thrash Metal, Speed Metal                                  |                                    |
| Stratovarius             | 1984             |                  |                        | Symphonic Metal, Power Metal                               | als Black Water gegründet          |
| Stumm                    | 2003             | 2010             | Turku                  | Sludge, Drone Doom                                         |                                    |
| Sturm und Drang          | 2004             |                  | Vaasa                  | Heavy Metal, Hard Rock                                     |                                    |
| Suburban Tribe           | 1992             | 2011             | Helsinki               | Alternative Metal                                          |                                    |
| Survivors Zero           | 2006             |                  | Helsinki               | Death Metal                                                |                                    |
| Swallow the Sun          | 2000             |                  | Jyväskylä              | Death Doom, Melodic Death Metal                            |                                    |

## T
| Name                                 | Gründung   | Auflösung | Herkunft    | Genre(s)                                                       | Anmerkungen |
| ------------------------------------ | ---------- | --------- | ----------- | -------------------------------------------------------------- | ----------- |
| Tacere                               | 2002       |           |             | Symphonic Metal                                                |             |
| Taipuva Luotisuora                   | 2002       |           | Rauma       | Progressive Rock, Space Rock                                   |             |
| Tarot                                | 1985       |           | Kuopio      | Heavy Metal                                                    |             |
| Teräsbetoni                          |            | 2002      | Tampere     | True Metal                                                     |             |
| Terhen                               | 2004       |           | Kangasniemi | Death Doom                                                     |             |
| Thaurorod                            | 2002       |           | Hyvinkää    | Symphonic Metal, Power Metal                                   |             |
| Thergothon                           | 1990       | 1993      | Turku       | Funeral Doom                                                   |             |
| Thrashgrinder                        | 2008       |           | Helsinki    | Thrash Metal                                                   |             |
| Throes of Dawn                       | 1994       |           |             | Dark Metal                                                     |             |
| Thunderstone                         | 2000       |           |             | Power Metal                                                    |             |
| Thy Serpent                          | 1992       |           |             | Dark Metal                                                     |             |
| Timo Rautiainen ja Trio Niskalaukaus | 1996, 2017 | 2006      |             | Heavy Metal                                                    |             |
| Tomb of Finland                      | 2009       |           |             | Death Metal, Black Metal, Death Doom                           |             |
| Tornado                              | 2010       |           | Tampere     | Thrash Metal, Sleaze Rock                                      |             |
| Torsofuck                            | 1995, 2001 | 1999      |             | Goregrind, Death Metal                                         |             |
| Torture Killer                       | 2002       |           |             | Death Metal                                                    |             |
| Total Devastation                    | 1998       |           | Karhula     | Death Metal, Industrial Metal                                  |             |
| Tracedawn                            | 2007       |           |             | Melodic Death Metal                                            |             |
| Tunnelvision                         | 1995       |           | Helsinki    | Power Metal, Progressive Metal                                 |             |
| Tuoni                                | 2003       |           | Lahti       | Industrial Metal, Thrash Metal, Metalcore, Melodic Death Metal |             |
| Turisas                              | 1997       |           |             | Viking Metal                                                   |             |
| Turmion Kätilöt                      | 2003       |           |             | Metal                                                          |             |
| Tyranny                              | 2001       |           | Järvenpää   | Funeral Doom                                                   |             |

## U
| Name         | Gründung         | Auflösung        | Herkunft | Genre(s)                                               | Anmerkungen             |
| ------------ | ---------------- | ---------------- | -------- | ------------------------------------------------------ | ----------------------- |
| Unburied     | 1991             | 1995             | Lahti    | Death Doom, Funeral Doom                               |                         |
| The Undivine | 2005             | 2013             | Lohja    | Death Metal, Groove Metal, Thrash Metal, Hardcore Punk |                         |
| Unholy       | 1988, 1996, 2012 | 1994, 2002, 2012 | Imatra   | Black Metal, Black Doom                                | als Holy Hell gegründet |
| Unhoped      | 2007             |                  | Varkaus  | Thrash Metal, Death Metal                              |                         |
| Unshine      | 2000             |                  | Helsinki | Symphonic Metal                                        |                         |

## V
| Name          | Gründung | Auflösung | Herkunft  | Genre(s)                   | Anmerkungen                 |
| ------------- | -------- | --------- | --------- | -------------------------- | --------------------------- |
| Vacant Coffin | 2007     |           | Joensuu   | Deathgrind, Death Metal    |                             |
| Velcra        | 1999     |           |           | Nu Metal, Alternative Rock |                             |
| Verjnuarmu    | 2001     | 2018      | Kuopio    | Melodic Death Metal        |                             |
| Viikate       | 1996     |           | Kouvola   | Heavy Metal, Folk-Rock     |                             |
| Vorum         | 2006     |           | Mariehamn | Death Metal                | als Haudankaivaja gegründet |
| Vuolla        | 2009     |           | Jyväskylä | Death Doom                 |                             |

## W
| Name        | Gründung | Auflösung | Herkunft   | Genre(s)                                     | Anmerkungen                    |
| ----------- | -------- | --------- | ---------- | -------------------------------------------- | ------------------------------ |
| The Wake    | 1998     |           | Karjaa     | Melodic Death Metal                          | als Bleeding Harmony gegründet |
| Waltari     | 1986     |           | Helsinki   | Metal, Rock, Crossover                       |                                |
| Warmen      | 2000     |           |            | Progressive Metal                            |                                |
| Wingdom     | 1998     | 2007      | Viitasaari | Progressive Metal, Power Metal               |                                |
| Wings       | 1992     | ca. 1996  | Vaasa      | Death Metal                                  |                                |
| Wintersun   | 2004     |           |            | Melodic Death Metal                          |                                |
| Witheria    | 2000     |           | Espoo      | Thrash Metal                                 | als Fallout gegründet          |
| Wizzard     | 1995     |           | Kitee      | Heavy Metal                                  |                                |
| Wolfheart   | 2012     |           | Lahti      | Melodic Death Metal, Black Metal, Doom Metal |                                |
| Wormphlegm  | 2000     | 2006      | Lahti      | Funeral Doom                                 |                                |
| Wyrd        | 1997     |           | Hyvinkää   | Pagan Metal                                  |                                |
| Wömit Angel | 2010     |           | Tampere    | Punk, Black Metal, Thrash Metal              |                                |

## X
| Name  | Gründung   | Auflösung | Herkunft | Genre(s)                     | Anmerkungen           |
| ----- | ---------- | --------- | -------- | ---------------------------- | --------------------- |
| Xysma | 1988, 2011 | 1998      | Naantali | Death Metal, Grindcore, Rock | als Repulse gegründet |